# リッペ侯国

リッペ侯国
Fürstentum Lippe

ドイツ帝国内におけるリッペ侯国

リッペ侯国（独: Fürstentum Lippe, 英: Principality of Lippe）は、ドイツの歴史上の領邦国家。1613年にリッペ＝デトモルト侯国となり、1905年にリッペ侯国となった。ヴェーザー川とトイトブルクの森の南東部の間に位置していた。現在のドイツのノルトライン＝ヴェストファーレン州デトモルト行政管区のリッペ郡にあたる。

## 歴史

### リッペ＝デトモルト侯国になるまで
リッペ侯国となる領邦の元祖はベルンハルト1世である。1123年にベルンハルトは神聖ローマ帝国のロタール3世から領地を拝領し、リッペ領主 (Herr zur Lippe) の称号を称した。ベルンハルト1世の後継者は複数の郡の保持し獲得した。ジーモン5世治世に初めてリッペ伯を自称した。
ジーモン6世の死後、侯国は3つの国に分裂する。ジーモン7世はリッペ＝デトモルト、オットーはリッペ＝ブラーケ (Lippe-Brake) 、シャウムブルク＝リッペ家のフィリップ1世はリッペ＝アルファーディッセン (Lippe-Alverdissen) を支配した。リッペ＝ブラーケ郡は1709年にデトモルト本家に再統合された。一族のもう一つの分家リッペ＝ビースターフェルト (Lippe-Biesterfeld) 家は、ジーモン7世の息子ヨープスト・ヘルマンによって創設された。ジーモン7世のころに三十年戦争を迎え、リッペ＝デトモルト侯国は小国ゆえに中立を保つことで生き残りを図ろうとしたが、それでも外国軍による攻撃を受け、国内は激しく破壊された。
1789年にリッペ＝デトモルト伯家はフュルスト（侯爵）に昇格した。 ナポレオン戦争ではライン同盟に加盟し、神聖ローマ帝国から離脱した。その後、北ドイツ連邦、ドイツ連邦に加盟し、1871年のドイツ帝国の成立には構成国の一つとして維持された。またこの時期の1836年に憲法が制定され、議会開設のための1876年には選挙法が制定されるなど、リッペ侯国は近代立憲君主制国家の装いを調えた。

### リッペ侯位継承問題
1895年にリッペ侯ヴォルデマールが子どもを儲けないまま死去し、禁治産及び統治不能宣告を受けている弟アレクサンダーが侯位を継承すると、リッペ＝デトモルト家は断絶が確定的になった。アレクサンダーも子どもがいなかったためである。これは隣接するシャウムブルク＝リッペ家とリッペ＝ビースターフェルト家、その分家のリッペ＝ヴァイセンベルク家の間で継承問題を引き起こした。ヴォデマールはリッペ＝ビースターフェルト家のエルンストを嫌い、遺言で後継者に皇帝ヴィルヘルム2世の義弟であるシャウムブルク＝リッペ家のアドルフを指名していた。しかし、ザクセン王アルベルトを委員長とする仲裁委員会は、アドルフをアレクサンダーの摂政に、リッペ＝ビースターフェルト家のエルンストをアレクサンダーの後継者とする裁定を下した。結局この問題は、1905年のライプツィヒの帝国最高裁判所によって、リッペ＝ビースターフェルト家に土地を譲渡することで決着した。この時まで同家は領地的主権はなかった。同年、アレクサンダーが死去すると、エルンストの息子のレオポルト4世が即位した。レオポルト4世は学芸を振興し、藩屏として分家を創設するなど、リッペ侯国は一応の繁栄を見た。しかし、レオポルト4世が最後のリッペ侯となる。

### 滅亡
リッペ侯国は、1918年の11月12日にレオポルト4世の退位とリッペ自由州の成立で終焉を迎えた。リッペ自由州はヴァイマル共和政下でも自治を保ったが、ナチス政権下の強制的同一化で、他の州と同様に第三帝国の統制下におかれた。第二次世界大戦後にイギリスによる軍事占領を経て、1947年にリッペ地域はドイツ連邦共和国（西ドイツ）のノルトライン＝ヴェストファーレン州に組み入れられた。

## リッペの統治者

### リッペ領主 (Herr zur Lippe)
- ベルンハルト1世 (en) （1123年 - 1158年）
- ヘルマン1世 (en) （1128年 - 1167年）
- ベルンハルト2世 (en) （1168年 - 1196年）
- ヘルマン2世 (en) （1196年 - 1229年）
- ベルンハルト3世 (en) （1230年 - 1265年）
- ヘルマン3世 (en) （1265年 - 1273年）
- ベルンハルト4世 (en) （1265年 - 1275年）
- ジーモン1世 (en) （1273年 - 1344年）
- ジーモン2世 (en) （1344年）
- オットー (en) （1344年 - 1360年）
- ベルンハルト5世 (en) （1344年 - 1364年）
- ジーモン3世 (en) （1360年 - 1410年）
- ベルンハルト6世 (en) （1410年 - 1415年）
- ジーモン4世 (en) （1415年 - 1429年）
- ベルンハルト7世（1429年 - 1511年）
- ジーモン5世 (en) （1511年 - 1536年）

1536年に伯に昇格。

### リッペ＝デトモルト伯 (1613年から)
- ジーモン5世 (en) （1511年 - 1536年）
- ベルンハルト8世 (en) （1536年 - 1563年）
- ジーモン6世 (en) （1563年 - 1613年）
- ジーモン7世 (en) （1613年 - 1627年）
- ジーモン・ルードヴィヒ (en) （1627年 - 1636年）
- ジーモン・フィリップ (en) （1636年 - 1650年）
- ヨハン・ベルンハルト (en) （1650年 - 1652年）
- ヘルマン・アドルフ (en) （1652年 - 1665年）
- ジーモン・ハインリヒ (en) （1665年 - 1697年）
- フリードリヒ・アドルフ (en) （1697年 - 1718年）
- ジーモン・ハインリヒ・アドルフ (en) （1718年 - 1734年）
- ジーモン・アウグスト（1734年 - 1782年）
- レオポルト1世（1782年 - 1789年）

1789年に侯国に昇格

### リッペ侯
- レオポルト1世（1789年 - 1802年）
- レオポルト2世（1802年 - 1851年）
- レオポルト3世（1851年 - 1875年） - 1870年、侯国はドイツ帝国の構成国になる。
- ヴォルデマール（1875年 - 1895年）
- アレクサンダー（1895年 - 1905年） - ヴォルデマールの弟で禁治産者のため摂政が統治。
  - アドルフ・ツー・シャウムブルク＝リッペ（摂政 1895年 - 1897年）
  - エルンスト・ツア・リッペ＝ビースターフェルト（摂政 1897年 - 1904年）
  - レオポルト・ツア・リッペ＝ビースターフェルト（摂政 1904年 - 1905年、のち侯位継承）
- レオポルト4世（1905年 - 1918年）

1918年にリッペ侯国は廃止された。

## リッペ家当主
- レオポルト4世（1918年 - 1949年）
- アルミン（1949年 - 2015年）
- シュテファン（英語版）（2015年 - 現在）
  - 相続人：ベルンハルト（1995年9月9日生）

## 紋章

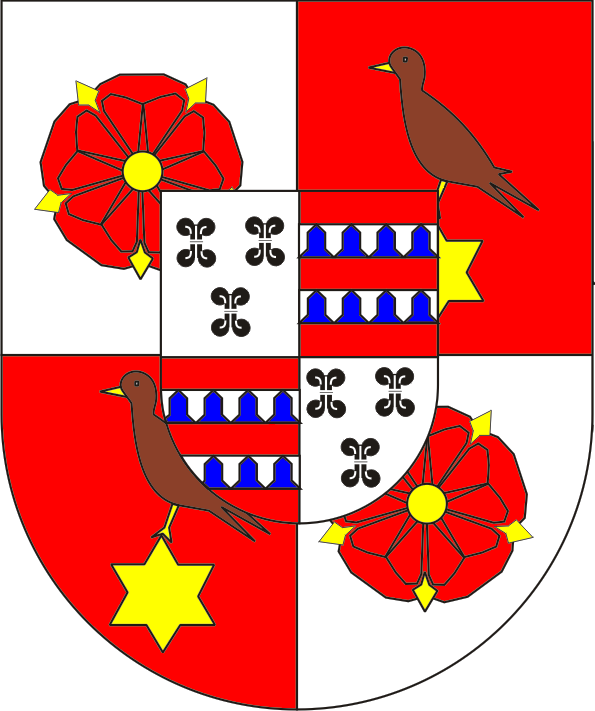
1687年–1798年
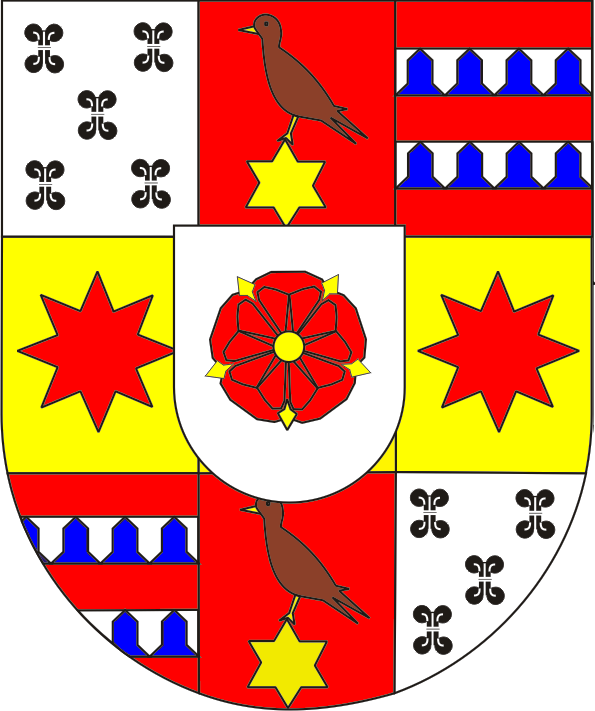
1798年
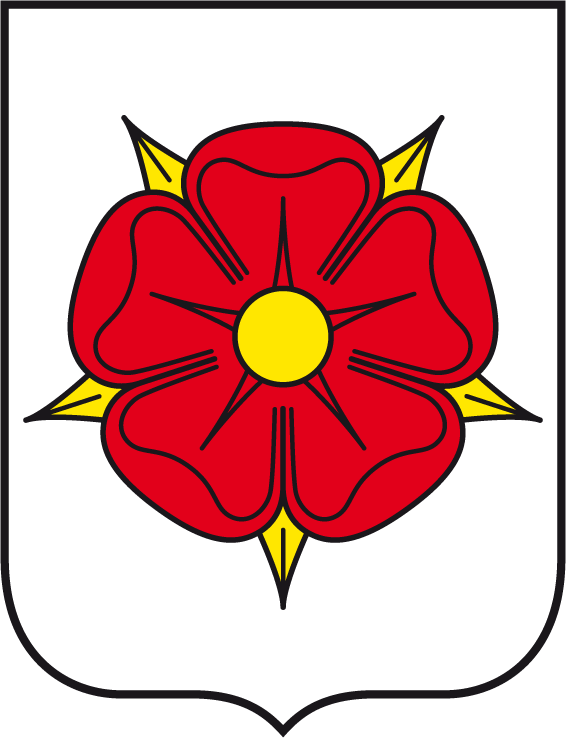
小紋章
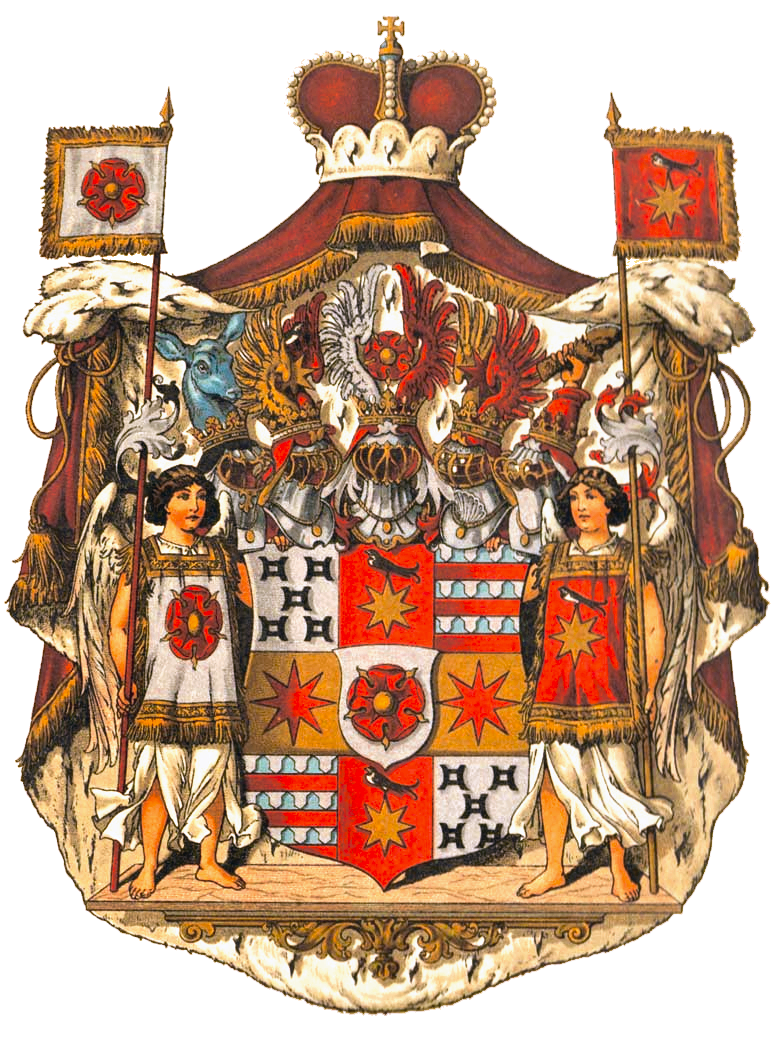
大紋章

## 参照
- この記事にはアメリカ合衆国内で著作権が消滅した次の百科事典本文を含む: Chisholm, Hugh, ed. (1911). “Lippe”. Encyclopædia Britannica (英語). Vol. 16 (11th ed.). Cambridge University Press. p. 740-741.
- German Genealogy: Lippe (-Detmold)